# Guire Poulard
Guire Poulard (6 de janeiro de 1942 - 9 de dezembro de 2018) foi um clérigo católico romano haitiano e arcebispo emérito de Porto Príncipe.

## Biografia
Poulard foi ordenado sacerdote em 25 de junho de 1972 para a Arquidiocese de Porto Príncipe. Em 25 de fevereiro de 1988, o Papa João Paulo II nomeou-o bispo de Jacmel. Foi consagrado no dia 15 de maio por Dom Paolo Romeo, núncio apostólico no Haiti, na Igreja dos Santos Filipe e Tiago em Jacmel; os co-consagradores foram François-Wolff Ligondé, Arcebispo de Porto Príncipe, e Léonard Pétion Laroche, Bispo de Hinche.
Em 9 de março de 2009, foi transferido para a sé episcopal de Les Cayes por Bento XVI. Foi nomeado arcebispo de Porto Príncipe em 12 de janeiro de 2011, aniversário do terremoto que devastou a capital haitiana e matou seu antecessor, Dom Joseph Miot. Foi instalado na arquidiocese em 26 de março. Poulard manteve esta posição até 7 de outubro de 2017, quando o Papa Francisco aceitou sua renúncia devido ao limite de idade.
Arcebispo Guire Poulard morreu em 9 de dezembro de 2018, no hospital São Francisco de Sales, após sofrer de câncer no pâncreas.